# 于尔根·内尔德纳
于尔根·内尔德纳（德語：Jürgen Nöldner，1941年2月22日—2022年11月21日），德国男子足球运动员，司职中场。他曾代表德国联队参加1964年夏季奥林匹克运动会足球比赛，获得一枚铜牌。